# 루돌프 디젤
루돌프 디젤 (Rudolf Christian Karl Diesel, 1858년 3월 18일 ~ 1913년 9월 29일) 은 독일의 기계 기술자이다. 스파크 방지 장치 없이 연료가 점화되는 첫 내연 기관을 발명한 것으로 유명하다.

## 생애
1858년 프랑스 파리에서 모직물 공장을 경영하는 독일인 부모 테오도어와 엘리제 디젤의 아들로 태어났다. 아버지 테오도르 디젤은 가죽 제본을 업으로 삼은 장인이었고, 디젤 가문은 대대로 정밀한 제작 기술을 중시하는 집안이었다. 어린 루돌프는 자연스럽게 기계와 도구를 접하며 자랐고, 수학과 공학에 남다른 재능을 보였다.  파리는 어린 디젤에게 영감의 도시였다. 1867년 파리에서 열린 세계박람회에서는 니콜라우스 오토가 개발한 석탄가스 엔진이 소개됐다. 기존 증기기관과 달리 연소를 내부에서 일으키는 내연기관이라는 개념에 어린 디젤은 경탄했고 그는 서둘러 집으로 돌아와 새로운 종류의 엔진을 스케치하기 시작했다. 당시 디젤의 나이는 불과 아홉 살이었다. 이처럼 어린 시절 디젤은 물건을 분해하고 각종 기계를 그리며 놀았다. 프로이센-프랑스 전쟁이 일어나자, 그의 가족은 파리를 떠나야 했다. 
독일로 돌아온 디젤 가족은 아우크스부르크에 정착했고, 디젤은 그의 재능을 알아본 친척의 도움으로 뮌헨 공과대학교에 입학해서 냉장 기관을 발명한 카를 폰 린데의 문하생으로 공부하고 졸업하였다. 그는 내연 기관의 근본적 개혁을 위해 힘썼고, 1892년 독일 개발 특허를 얻었으며, 1893년  저서 《합리적 열 기관의 원리》를 발표했다.
디젤은 산업시대 공장 노동자를 해방시킬 새로운 동력기관을 만들고자 했다. 공방을 운영하는 아버지를 보며 자란 그는 가난한 장인들의 삶을 누구보다 잘 알았다. 이에 디젤은 1893년부터 새로운 내연기관 개발에 몰두했다. 1897년 그는 숱한 시행착오 끝에 최초로 석유 또는 중유를 연료로 하는 실용적 디젤 기관을 발명하는 데 성공했다. 그리고 1900년 어릴 때 그를 공학자로 이끌었던 파리 세계박람회에서 최고의 영예인 그랑프리를 차지하면서 국제적 공인을 받았다. 
디젤엔진은 기존 증기기관보다 연료 효율이 20∼30% 높고, 낮은 엔진 분당회전수(RPM)에서도 강한 힘을 발휘했으며, 연료비 또한 저렴했다. 무엇보다 점화할 때 스파크나 불꽃이 아닌 압축만 이용하는 방식이어서 폭발 사고와 같은 불상사를 방지할 수 있었다. 이런 장점 덕분에 디젤 엔진은 선박, 기차, 중장비 등 대형 기계의 핵심 동력원으로 빠르게 자리 잡았다. 에디슨은 디젤엔진을 “인류의 가장 위대한 성취 중 하나”라고 표현했고, 윈스턴 처칠은 디젤기관을 동력으로 하는 화물선을 “금세기 가장 완벽한 걸작”이라고 평가했다. 미국 소설가 더글러스 브런트는 디젤 기관 발명의 영향력을 다음과 같이 평가했다. “디젤만큼 기존 질서를 파괴한 발명가는 없었다. 그는 세계를 지배하는 동력원을 창조했다.”
그가 디젤 엔진 개발에 나선 것은 단지 돈을 벌거나 지적 호기심만을 위한 건 아니었다. 그는 사회 문제 해결에도 깊은 관심을 품었다. 그는 석유에 의존하지 않는 ‘대체 연료’에 대한 열망을 멈추지 않았다. 이는 석유가 귀했던 농촌 경제를 살리기 위함이었다. 그가 구상한 초기 디젤 엔진은 작은 농가에서 직접 기름을 짜서 사용할 수 있는, 오늘날 ‘친환경 연료’의 초석과 같은 형태였다. 그는 디젤 엔진 발명이 기술적으로 혁신적인 성과일 뿐 아니라, 사회적 가치까지 구현해야 한다고 믿었고 공학자가 질병 퇴치, 환경 보호, 사회 공헌에 앞장서야 한다고 주장했다. 디젤 엔진 발명 후, 디젤은 자신의 엔진 공장을 설립하였으나, 결국 재정적 어려움에 겹쳐 공장을 팔았다.  
1913년 9월 29일 우편선 드레스덴 호를 타고 영국으로 가다가 영국 해협 바다에서 실종되었고, 열흘 뒤 노르웨이의 북해 연안에서 네덜란드 선원에 의해 시신이 발견되었다. 시신의 부패 상태가 심해 신원 확인을 위한 개인 유품만을 회수한 뒤 시신을 바다로 돌려보냈으며, 이후 10월 13일 아들인 유겐 디젤이 시신의 신원을 확인하였다. 디젤은 ‘착취의 시대에서 인간적 노동 조건을 옹호’한 발명가였다. 그가 꿈꾼 것은 소규모 작업장에 1대씩 디젤 기관이 설치된 미래 사회의 모습이었다. 그런 일은 일어나지 않는다. 디젤 기관의 군사적 가능성이 먼저였기 때문이다. 1900년부터 실용화된 디젤 기관은 1914년 1차 세계 대전에 ‘참전한다’. 잠수함과 군함에 탑재된 것이 먼저였고, 탱크와 비행기가 다음 차례였다. “디젤기관이 거둔 결과는 대기업과 군대가 빠르게 가져갔”고, 디젤이 그린 세계는 실현되지 않았다.